# サービス・アクセス・ポイント
サービス・アクセス・ポイント（Service Access Point; SAP）は、Open Systems Interconnection（OSI）ネットワークにおいてネットワークエンドポイントを区別するためのラベルである。
SAPは、1つのOSI層が別のOSI層のサービスにリクエストを送ることができる概念的な場所である。一例として挙げられるのは、IEEE 802.15.4におけるPD-SAPやPLME-SAPである。これらのSAPでは、Media Access Control（MAC）層が物理層から来る特定のサービスに対してリクエストを送る。SAPは、イーサネットにおいて、IEEE 802.2の論理リンク制御でも利用され、これはデータリンク層のプロトコルに似ている。
OSIのネットワークシステム（CONSまたはCLNS）を使用するとき、ネットワーク要素のアドレスを構築するためのベースとなるのはNSAPアドレスである。これは、IPアドレスに似た概念である。現状のOSIプロトコルとAsynchronous Transfer Mode（ATM）では、送り先アドレスを指定するために、トランスポート層（TSAP）、セッション層（SSAP）、プレゼンテーション層（PSAP）の各SAPを使用することができる。これらのSAPは、NSAPアドレスとオプションのトランスポートセレクタ、セッションセレクタ、およびプレゼンテーションセレクタを組み合わせたものである。これらは、ネットワーク要素が提供するレイヤ上の複数のサービスを3つのレイヤのいずれでも区別できる。